# Sloveense Democratische Bond
De Sloveense Democratische Bond (Sloveens: Slovenska demokratična zveza), afgekort tot SDZ was een Sloveense politieke partij.
De partij bestond voornamelijk uit intellectuelen uit met name de kring rond Nova Revija en anderen die een rol speelden in de Sloveense Lente, de democratiseringsbeweging in Slovenië in 1988/1989-1991. Voorzitters waren Dimitrij Rupel en Igor Bavčar. Na een teleurstellend resultaat tijdens de eerste democratische verkiezingen in 1989, viel de partij feitelijk uiteen. De partij werd formeel opgevolgd door de Democratische Partij van Slovenië.